# La Montée au Calvaire (suiveur de Bosch)
La Montée au Calvaire (ou Le Portement de croix) est un tableau d'un suiveur de Jérôme Bosch conservé au Musée Mayer van den Bergh, à Anvers.

## Description
Peint à l'huile sur un enduit blanc à base de craie, le panneau de chêne, de grandes dimensions (107 × 149 cm), est constitué de cinq planches horizontales.
Il représente une foule bigarrée de personnages se dirigeant vers le côté droit de la composition. Il s'agit du cortège de soldats romains, bourreaux et badauds accompagnant le Christ vers le lieu de son supplice. Au premier plan, un peu à gauche du centre du tableau, Jésus fléchit sous le poids d'une lourde croix en tau. Son expression est calme, malgré la cruauté de son sort, accentuée par la couronne d'épines qui ensanglante sa tête et par les planches à clous attachées à l'arrière de ses pieds nus. Il est toutefois aidé par Simon de Cyrène, qui retient la croix pour lui permettre de se relever.
Parmi les soldats, armés et cuirassés de manière disparate voire grotesque, un tortionnaire vêtu de jaune fouette Jésus avec une corde. Derrière Jésus, à gauche, on voit également quelques cavaliers. À l'avant du cortège, un homme souffle dans une sorte de clairon, entouré par de nombreux personnages coiffés de couvre-chefs étranges, pointus ou exotiques, qui les assimilent à des Juifs, conformément à l'iconographie chrétienne médiévale.
Au troisième plan, légèrement à droite du centre de la composition, un monument en pierre domine le paysage. Il s'agit d'une colonne flanquée d'un grand médaillon en bas-relief représentant les tables de la Loi et surmontée d'une idole païenne nue. Il est à noter que le bras de cette statue désigne, vers la droite de l'image, l'emplacement du Golgotha.
Au quatrième plan, un autre cortège prend la même direction. On y voit notamment deux hommes à l'épaule dénudée. Il s'agit probablement des deux larrons.
En arrière-plan, de part et d'autre d'une ouverture sur un lointain paysage verdoyant, on voit à gauche la ville de Jérusalem, hérissée de tours et de bulbes étranges propres à certaines œuvres de Bosch (comme l'Adoration des mages du Prado, vers 1490-1500), et, à droite, le mont du Calvaire, où trois hautes croix sont en train d'être érigées.

## Autres versions
Le tableau s'inspire, probablement de manière indirecte, du Portement de croix de Vienne (vers 1490-1510), un fragment de retable dû à Bosch et à son atelier. Il en reprend librement plusieurs détails, notamment dans les positions de Jésus et de Simon de Cyrène, ou encore dans le geste de l'homme fouettant le Christ. Ces mêmes éléments se retrouvent également dans un autre Portement de croix de Bosch, conservé en Espagne (vers 1495-1505).
Le panneau de Vienne - ou une copie de celui-ci - a servi de modèle à un suiveur de Bosch, qui en a reproduit fidèlement les personnages, mais sur un seul registre, dans une composition horizontale (huile sur panneau du milieu du XVIe siècle conservée à l'Université Loyola de Chicago).
Une autre version de La Montée au Calvaire d'Anvers n'est connue que par quelques vieilles photographies en noir et blanc, d'autant moins lisibles que l’œuvre était alors « très abîmée ». Appartenant aujourd'hui à une collection particulière de Neuilly, elle est peinte à la détrempe sur une toile, ce qui l'éloigne techniquement du corpus de Bosch et même de la plupart de ses suiveurs flamands et néerlandais du XVIe siècle. Elle est identique au panneau d'Anvers, mais selon un cadrage moins large qui supprime une partie du cortège des personnages à gauche, derrière les cavaliers, et à droite, devant le gros soldat moustachu au casque pointu.

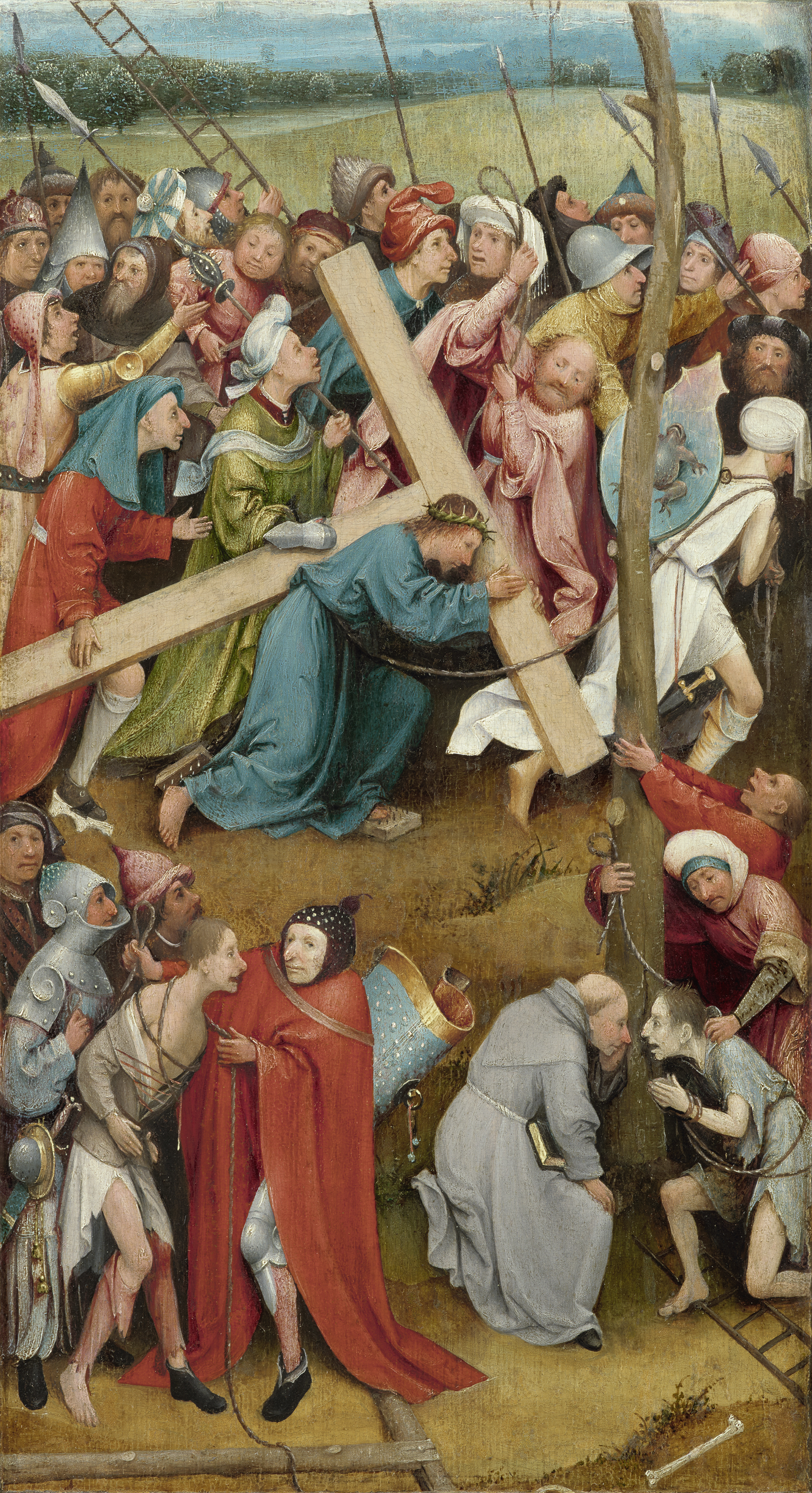
Bosch et atelier, Le Portement de croix (Vienne).
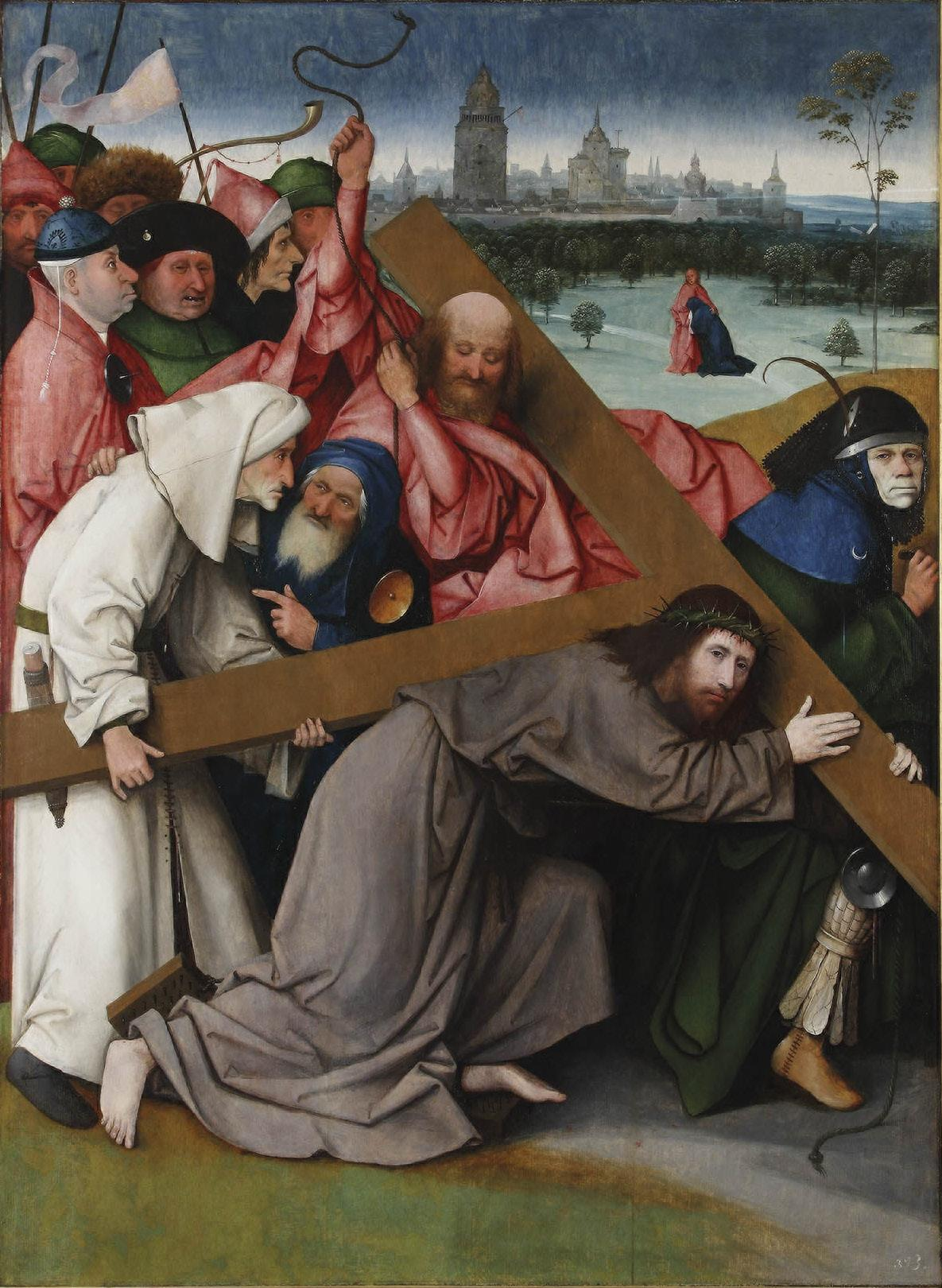
Bosch, Le Portement de croix (L'Escurial).
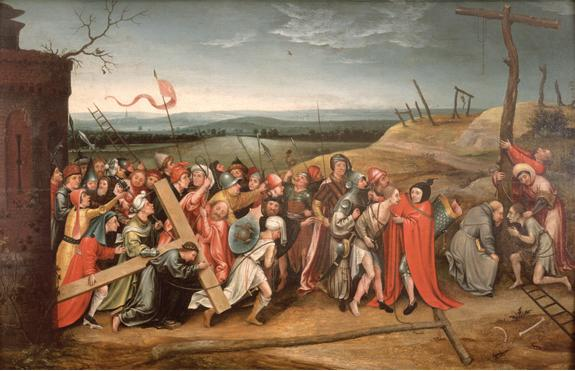
Suiveur de Bosch, Le Portement de croix (Chicago).
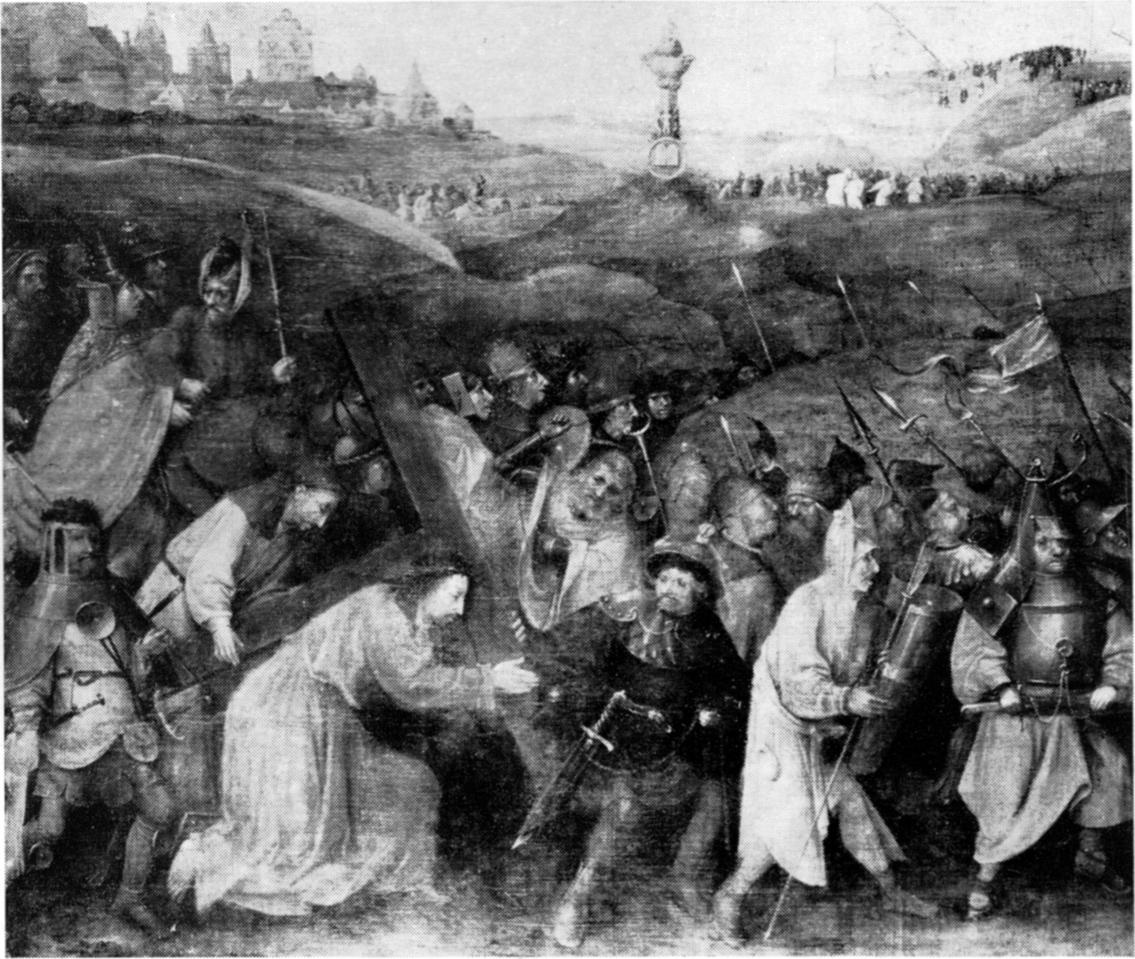
Suiveur de Bosch, Le Portement de croix (Neuilly, collection privée).

## Historique
Issue d'une collection privée de Bruges, La Montée au Calvaire est signalée pour la première fois en 1882, quand l'expert bruxellois De Brouwere la montre à Henri Hymans.
En 1924, elle est acquise par le marchand d'art bruxellois Jean De Coen, qui la présente pour la première fois au public la même année, à l'occasion d'une exposition d'art ancien organisée à Gand. De Coen fait restaurer le tableau, de manière assez interventionniste, par Joseph (dit « Jef ») van der Veken, avant de le vendre en 1926.
La Montée au Calvaire change ensuite plusieurs fois de mains avant d'être acquise en 1935 par l'avocat anversois Louis Jacobs van Merlen (1882-1963). En 1991, Victor Jacobs van Merlen, fils de Louis, finance une nouvelle restauration. Celle-ci est réalisée à Bruxelles par Etienne van Vyve, qui procède de manière plus prudente que Van der Veken.
En 2009, la famille Jacobs van Merlen décide de faire don du tableau au Fonds du Patrimoine de la Fondation Roi Baudouin, en demandant qu'il soit exposé au Musée Mayer van den Bergh, dont Victor Jacobs van Merlen est l'un des mécènes. La Fondation fait alors restaurer le panneau par Catherine van Herck, à Anvers. Présenté à la BRAFA de janvier 2010, il est transféré la même année au musée anversois, où il est exposé en tant que prêt à long terme aux côtés des œuvres issues de la collection de Fritz Mayer van den Bergh.

## Datation et attribution

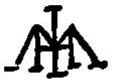
Marque longtemps interprétée comme le monogramme de Mandyn (gravure de 1884).

À partir des années 1880, l’œuvre a été attribuée à un suiveur de Bosch relativement connu, Jan Mandyn, en raison d'une marque peinte au premier plan sous le personnage du Christ. De Brouwere y a en effet vu un monogramme « IMH », pour « Ian Mandijn van Haarlem ». Cette interprétation, reprise en 1910-1911 par Alfred von Wurzbach et peu remise en cause avant 2010, a conduit plusieurs auteurs à placer le tableau au début de la carrière de Mandyn, soit vers 1525-1530, et même à voir un autoportrait de cet artiste dans l'un des cavaliers qui tourne son regard vers le spectateur.
Cependant, aucun tableau connu de Mandyn ne contient un tel monogramme. En réalité, l'inscription du tableau d'Anvers, ajoutée sur la surface du tableau quand celle-ci était déjà craquelée par le temps, se lirait plutôt « IMM » et pourrait être tout simplement la marque d'un ancien propriétaire.
En 2004, Frédéric Elsig a proposé, mais avec beaucoup de réserves, de rattacher le style de ce tableau et de sa version sur toile à la production de l'atelier de Bosch vers 1525. Il le rapproche en effet d'un groupe de peintures qu'il attribue au « Maître du triptyque d'Anderlecht ». Selon Elsig, ce dernier pourrait éventuellement être Johannes van Aken, neveu de Bosch et probable chef de l'atelier familial de Bois-le-Duc après 1516.
En 2006, Marc Rudolf de Vrij publie une monographie sur Jan Mandyn dans laquelle il considère le panneau d'Anvers comme une copie d'après un original perdu de Bosch. 
En raison de l'état des planches du panneau, où aucune trace de moelle de l'arbre ou d'aubier ne subsiste, la datation par analyse dendrochronologique tentée en 2010 s'est révélée peu concluante, établissant uniquement que le tableau avait bien plus de 214 ans.
Matthijs Ilsink et Jos Koldeweij, respectivement coordonnateur et directeur du BRCP, proposent de dater l’œuvre « autour de 1540 ». Réfutant l'attribution erronée à Mandyn, ils la classent prudemment « parmi les œuvres peintes dans la tradition de Bosch, notamment à Anvers, dans les deuxième et troisième quarts du XVIe siècle ».